# Luật bàn thắng sân khách
Luật bàn thắng sân khách là phương pháp phá vỡ thế cân bằng trong bóng đá khi hai đội thi đấu theo thể thức hai lượt và mỗi đội thi đấu mỗi lượt trận trên sân nhà của họ. Luật chỉ ra rằng nếu tổng số bàn thắng ghi được bởi mỗi đội bằng nhau, đội nào ghi nhiều bàn thắng “xa sân nhà” hơn giành chiến thắng. Luật này được UEFA giới thiệu lần đầu tiên tại Cúp C2 châu Âu 1965–66.
Luật bàn thắng sân khách đã được bãi bỏ ở tất cả các giải đấu cấp câu lạc bộ của UEFA từ mùa giải 2021–22, tất cả các giải đấu cấp câu lạc bộ của COMMEBOL từ mùa giải 2022, sau đó là ở tất cả các giải đấu cấp câu lạc bộ của AFC từ mùa giải 2023–24.

## Giải thích
Ví dụ
- Ở trận lượt đi, tỷ số chung cuộc là: Đội A (Nhà) 1–0 Đội B (Khách)
- Ở trận lượt về, tỷ số chung cuộc là: Đội A (Khách) 1–2 Đội B (Nhà).

Tổng tỷ số lúc này là 2–2. Tuy nhiên, vì Đội A đã ghi được một bàn thắng sân khách ở trận lượt về trong khi Đội B, ở trận lượt đi, không ghi được bàn nào, Đội A được đi tiếp vào giai đoạn sau của giải đấu.
Một ví dụ cụ thể là cặp đấu giữa Marseille và Inter Milan tại vòng 16 đội UEFA Champions League 2011–12. Marseille thắng 1–0 ở trận lượt đi trên sân nhà và thua 1–2 ở trận lượt về trên sân khách. Bởi vì họ chơi "xa sân nhà" và họ đã ghi được 1 bàn (trong khi Inter Milan không ghi bàn nào ở trận lượt đi trên sân khách), nên Marseille giành chiến thắng nhờ luật bàn thắng sân khách.
- Lượt đi: Marseille (Nhà) 1–0 Inter Milan (Khách)
- Lượt về: Marseille (Khách)  1–2 Inter Milan (Nhà)

## Những trường hợp khác
Nếu hai đội tham gia ở vòng đấu áp dụng thể thức hai lượt sử dụng chung một sân vận động, thì mỗi đội được coi là đội nhà ở mỗi lượt và luật vẫn được áp dụng. Ví dụ, ở trận bán kết UEFA Champions League 2002–03, Inter Milan và A.C. Milan đối đầu với nhau. Cả hai lượt trận đều diễn ra trên San Siro, sân nhà chung của họ ở Milan:
- Lượt đi: A.C. Milan 0–0 Inter Milan
- Lượt về: Inter Milan 1–1 A.C. Milan

Với tổng tỷ số 1–1, A.C. Milan là đội chiến thắng bởi vì họ là đội "khách" ở trận đấu thứ hai. Không chỉ có trường hợp trên mà có trường hợp hai đội tuyển quốc gia chơi hai lượt trận ở cùng một quốc gia. Trường hợp này xảy ra ở cặp đấu thuộc vòng loại FIFA World Cup 2010 giữa Bahamas và Quần đảo Virgin thuộc Anh, cặp đấu mà Bahamas đã đi tiếp nhờ luật bàn thắng sân khách cho dù cả hai lượt trận đều diễn ra ở Bahamas.
Có một số giải đấu không sử dụng luật bàn thắng sân khách khi bước vào thời gian hiệp phụ. Ví dụ, trận bán kết CONCACAF Champions League 2008–09 giữa Cruz Azul và Puerto Rico Islanders có tỷ số như sau:
- Lượt đi: Puerto Rico Islanders 2–0 Cruz Azul
- Lượt về, sau 90 phút: Cruz Azul 2–0 Puerto Rico Islanders
- Lượt về, sau hiệp phụ: Cruz Azul 3–1 Puerto Rico Islanders

Vì CONCACAF không áp dụng luật này cho bàn thắng ghi được ở thời gian hiệp phụ, trận đấu bước vào loạt sút luân lưu nơi Cruz Azul thắng 4–2.
Luật bàn thắng sân khách cũng có thể áp dụng cho những trận đấu xử thua. Celtic thua Legia Warsaw trên sân khách với tỷ số 4–1 ở vòng loại thứ ba UEFA Champions League 2014–15. Ở trận đấu trên sân nhà của họ, Legia đưa một cầu thủ không hợp lệ vào sân, điều đó giúp Celtic thắng 3–0 cho dù trận đấu đó kết thúc với tỷ số 2–0 nghiêng về Legia Warsaw. Việc bị xử thua đồng nghĩa với việc cặp đấu kết thúc với tỷ số 4–4 và Celtic lọt vào vòng sau nhờ một bàn thắng sân khách.